# Coupe d'Océanie de rugby à XV 2007
Navigation
Coupe d'Océanie 2008
Le Coupe d'Océanie de rugby à XV 2007 est un tournoi organisé par la Federation of Oceania Rugby Unions qui oppose les nations d'Océanie. La finale se déroule le 22 avril 2008 à Port Moresby.

## Équipes engagées
- Vanuatu
- Papouasie-Nouvelle-Guinée
- Îles Salomon
- Niue

## Conférence Ouest

### Classement
| Rang | Nation                    | J | V | N | D | Pm | Pe | Diff | Pts |
| ---- | ------------------------- | - | - | - | - | -- | -- | ---- | --- |
| 1    | Papouasie-Nouvelle-Guinée | 2 | 2 | 0 | 0 | 95 | 6  | +89  | 8   |
| 2    | Vanuatu                   | 2 | 1 | 0 | 1 | 18 | 51 | -33  | 4   |
| 3    | Îles Salomon              | 2 | 0 | 0 | 2 | 11 | 67 | -56  | 0   |

|  | Qualifié pour la finale |

### Résultats
| 8 décembre 2007 | Vanuatu | 18 – 3 | Îles Salomon | Vanuatu |
| 8 décembre 2007 |         |        |              | Vanuatu |
| 8 décembre 2007 |         |        |              | Vanuatu |

| 12 décembre 2007 | Papouasie-Nouvelle-Guinée | 49 – 6 | Îles Salomon | Vanuatu |
| 12 décembre 2007 |                           |        |              | Vanuatu |
| 12 décembre 2007 |                           |        |              | Vanuatu |

| 15 décembre 2007 | Vanuatu | 0 – 46 | Papouasie-Nouvelle-Guinée | Vanuatu |
| 15 décembre 2007 |         |        |                           | Vanuatu |
| 15 décembre 2007 |         |        |                           | Vanuatu |

## Finale
| 22 avril 2008 | Papouasie-Nouvelle-Guinée | 46 – 27 | Niue | Port Moresby |
| 22 avril 2008 |                           |         |      | Port Moresby |
| 22 avril 2008 |                           |         |      | Port Moresby |